# Herbert Prohaska
Herbert ("Schneckerl") Prohaska (nascut el 8 d'agost de 1955 a Viena, Àustria) és un antic jugador de futbol i entrenador austríac.
Començà la seva carrera professional el 1972 a l'Austria Viena, club amb el qual guanyà 4 lligues d'Àustria i 3 copes. El 1980 fitxà per l'Inter de Milà, amb el qual guanyà una copa italiana. El 1982 s'uní a l'AS Roma, club amb el qual fou campió d'Itàlia. Es retirà a l'Austria Viena el 1983.
Amb la seva selecció participà en les Copes del Món de futbol de 1978 i 1982. Posteriorment participà en l'edició de 1998, aquest cop com a seleccionador d'Àustria. També fou entrenador del seu club de tota la vida, l'Austria Viena, amb el qual guanyà dues lligues i dues copes.
El novembre de 2003 va rebre el premi Golden Player com el jugador d'Àustria més destacat dels darrers 50 anys